# Derby calcistici nel Regno Unito

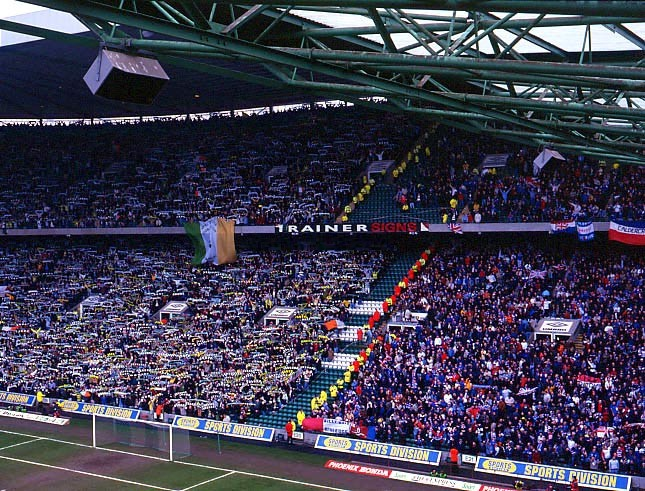
L'Old Firm tra Celtic e è ampiamente considerato il più grande derby negli sport britannici. Questa immagine mostra la separazione delle due tifoserie il giorno del derby.

I derby di calcio nel Regno Unito sono spesso accesi e non è rara la violenza. Tuttavia, le partite e le rivalità che racchiudono sono spesso elencate tra le migliori in questo sport.In Inghilterra ci sono tantissimi derby tra cui il noto City-United nella città di Manchester e le rivalità fra Chelsea-Totthenam-Arsenal e le tante altre società del territorio londinese. Troviamo poi, quasi incredibilmente, il cosiddetto "Derby del pellicano" tra Manchester City e Leicester nato dopo alcuni scontri avvenuti tra tifosi dei Citizens ai danni dei tifosi delle "Foxes", fuori da un pub proprio nella città di Leicester, dove rimasero feriti 3 tifosi e in cui rimase ucciso proprio un pellicano (da cui prende nome il derby) nel 2016, anno dello storico titolo dei ragazzi di Claudio Ranieri. Inoltre, un rapporto del 2008 ha mostrato che West Bromwich Albion contro Wolverhampton Wanderers era la rivalità numero uno nel calcio inglese. Mentre gli Old Firm, le partite tra i club scozzesi Rangers e Celtic, sono note per andare oltre lo sport con la sua "enorme quantità di riferimenti a più ampie culture e problemi politici". Il primo derby di calcio giocato fu tra Hallam F.C. e Sheffield F.C. nel dicembre 1860.

## Inghilterra e Galles

### Inghilterra centrale
- A420 derby: Oxford United-Swindon Town[13]
- Derby di Aylesbury: Aylesbury-Aylesbury United[14]
- Derby di Bedford: Bedford-Bedford Town[15]
- Derby del Berkshire: Maidenhead United-Slough Town[16]
- Derby del Buckinghamshire: Milton Keynes Dons-Wycombe Wanderers[17][18][19]
- Derby di Cambridge: Cambridge City-Cambridge United[20]
- Small Cambridgeshire derby: Cambridge City/Cambridge United-Histon[21][22][23]
- Cambridgeshire derby: Cambridge United-Peterborough United[24]
- Derby di Colney: Colney Heath-London Colney[25][26]
- Derby di Dunstable: AFC Dunstable-Dunstable Town[27][28][29]
- Luton-Stevenage: Luton Town-Stevenage[30][31][32][33]
- M1 derby: Luton Town-Watford[34]
- M4 derby: Reading-Swindon Town[35]
- Derby di Maidenhead: Maidenhead Town-Maidenhead United[36]
- Milton Keynes-Northampton: Milton Keynes Dons-Northampton Town[37][38][39][40]
- Milton Keynes-Peterborough: Milton Keynes Dons-Peterborough United[41][42][43]
- Nene derby: Northampton Town-Peterborough United[44]
- Derby del Northamptonshire: Kettering Town-Rushden & Diamonds[45] - può riferirsi a una delle due contro Corby Town/Northampton Town[46]
- Northampton-Oxford: Northampton Town vs. Oxford United[47]
- Derby di Oxford: Oxford City-Oxford United[48]
- Derby dell'Oxfordshire: Didcot Town-Oxford City[49]
- Oxford-Wycombe: Oxford United-Wycombe Wanderers[50][51][52][53]
- Derby della Thames Valley: Oxford United-Reading[54]
- University derby: Oxford University A.F.C.-Cambridge University A.F.C.

### Inghilterra orientale
- Derby di Canvey Island: Canvey Island-Concord Rangers[55][56]
- East Anglian derby (conosciuto anche come Old Farm[57]): Ipswich Town-Norwich City[58]
- Derby dell'Essex: Colchester United-Southend United[59]
- M11 derby: Bishop's Stortford-Harlow Town[60][61]
- Derby di Maldon: Maldon & Tiptree-Heybridge Swifts[62]
- Derby di Norfolk: Gorleston F.C.-Great Yarmouth Town[63][64][65][66]
- Derby di Suffolk:
  - Needham Market-Lowestoft Town[67][68][69][70]
  - Bury Town-AFC Sudbury[71][72]

### Greater London

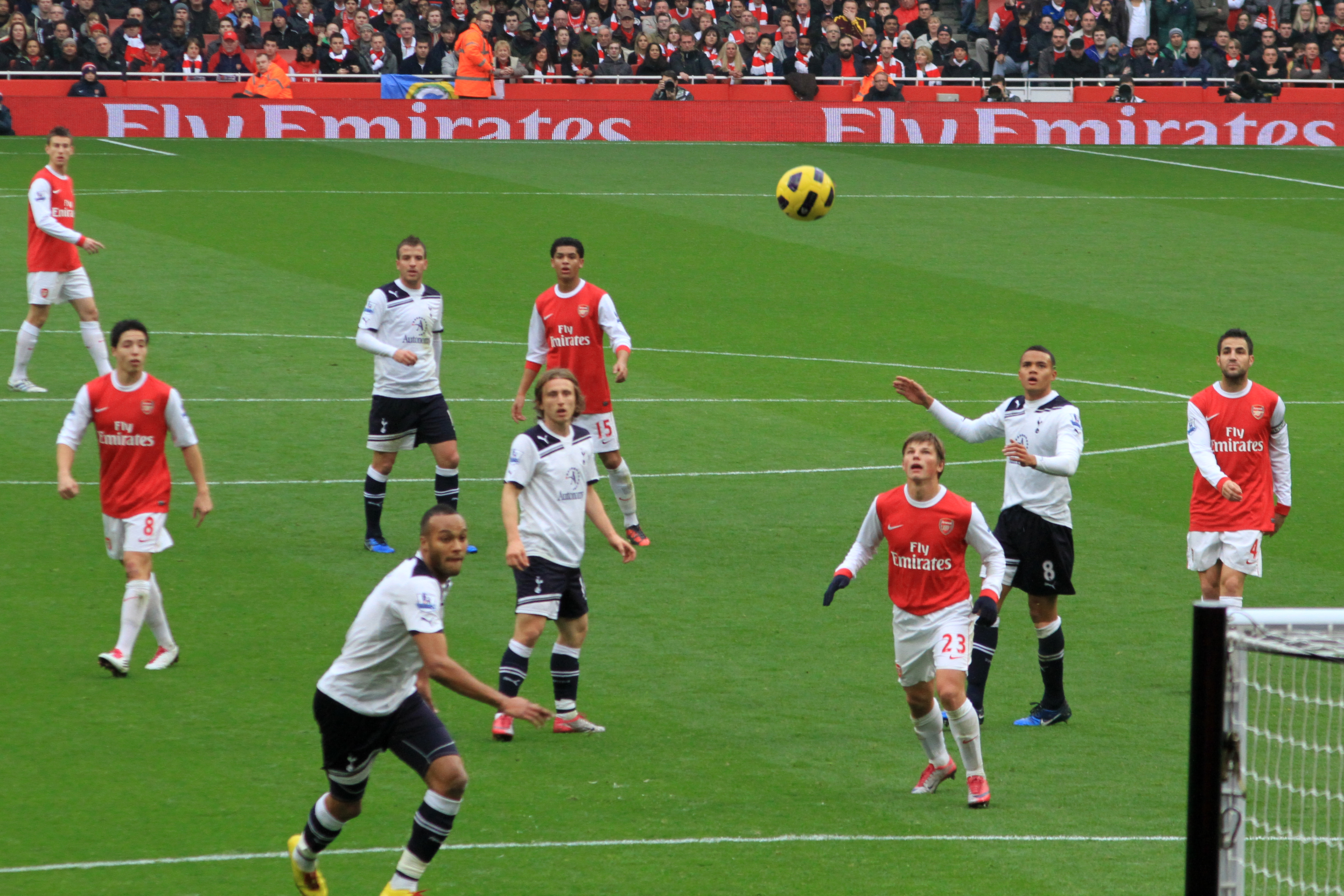
Un North London derby nel 2010

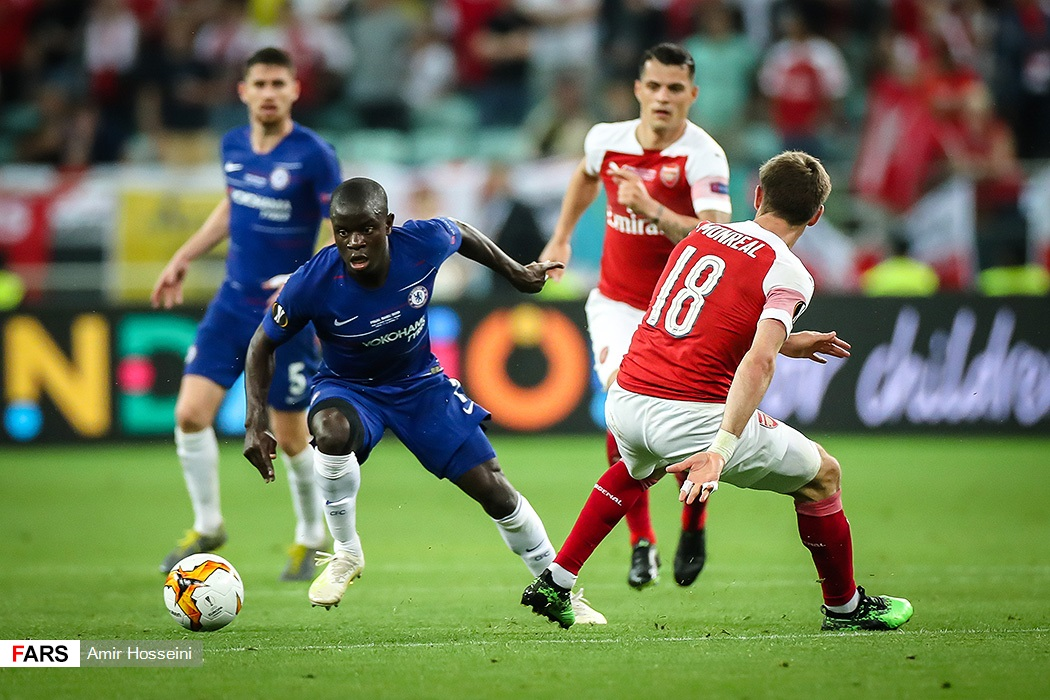
Il Chelsea batté i rivali londinesi dell'Arsenal nella finale di Europa League 2019

- East London derby: Leyton Orient-West Ham United, può anche includere un match tra una di queste due e il Dagenham & Redbridge
- North London derby: Arsenal-Tottenham Hotspur,[73]
- North West London derby:
  - Arsenal-Chelsea: Arsenal-Chelsea
  - Chelsea-Tottenham Hotspur: Chelsea-Tottenham Hotspur
  - Derby di Harrow: Wealdstone F.C.-Harrow Borough F.C.[74][75]
- South London derby: qualsiasi match tra Charlton Athletic, Crystal Palace, Millwall e AFC Wimbledon.[76][77][78]
- West London derby: qualsiasi match tra Brentford, Chelsea, Fulham e Queens Park Rangers[79][80][81][82]
- Dockers derby: Millwall-West Ham United
- Dulwich-Tooting: Dulwich Hamlet-Tooting & Mitcham[83][84]
- Derby di Enfield: Enfield 1893- Enfield Town[85][86]
- Derby di Sutton: Carshalton Athletic-Sutton United[87]
- Derby di Croydon: Croydon F.C.-AFC Croydon Athletic[88][89][90]

### Midlands
- A5 derby: Nuneaton Town-Tamworth[91][92][93]
- Buxton-Leek: Buxton-Leek Town[94]
- Coventry-Villa: Coventry City-Aston Villa[95][96]
- East Midlands derby:
  - Derby-Leicester: Derby County-Leicester City[97]
  - Derby-Nottingham Forest: Derby County-Nottingham Forest[98]
  - Leicester-Nottingham Forest: Leicester City-Nottingham Forest[99]
- Derby del Derbyshire: Chesterfield-Derby County[100]
- Hereford-Kidderminster: Hereford-Kidderminster Harriers[101][102]
- Derby del Lincolnshire: Può riferirsi a qualsiasi match tra Boston United, Gainsborough Trinity, Grimsby Town, Lincoln City o Scunthorpe United[103]
- Derby di Nottingham: Nottingham Forest-Notts County[104]
- Derby del Nottinghamshire: Mansfield Town-Notts County[105]
- Number Nine derby: Halesowen Town-Stourbridge[106][107]
- M69 derby: Coventry City-Leicester City[108]
- Derby dello Sciopero dei minatori: Chesterfield-Mansfield Town[109][110]
- Potteries derby: Port Vale-Stoke City[111]
- Second City derby: Aston Villa-Birmingham City[112][113]
- Shrewsbury-Walsall: Shrewsbury Town-Walsall[114]
- Shrewsbury-Wolves: Shrewsbury Town-Wolverhampton Wanderers[115]
- Derby dello Shropshire: Shrewsbury Town-A.F.C. Telford United[116][117]
- Derby dello Staffordshire:
  - Hednesford Town-Stafford Rangers[118][119]
  - Port Vale-Walsall[120][121]
  - Stoke City-Wolverhampton Wanderers[96][122][123]
  - Stoke City-West Bromwich Albion[96]
- Derby delle Midlands occidentali:
  - Aston Villa–West Brom: Aston Villa-West Bromwich Albion[96][124]
  - Black Country derby: West Bromwich Albion-Wolverhampton Wanderers[96][125]
  - Villa-Wolves: Aston Villa-Wolverhampton Wanderers[126]
  - Birmingham City-West Brom: Birmingham City-West Bromwich Albion[127]
  - Birmingham City-Wolves: Birmingham City-Wolverhampton Wanderers[96][128][129]
  - Walsall-Wolves: Walsall-Wolverhampton Wanderers[96][130][131]

### Inghilterra settentrionale

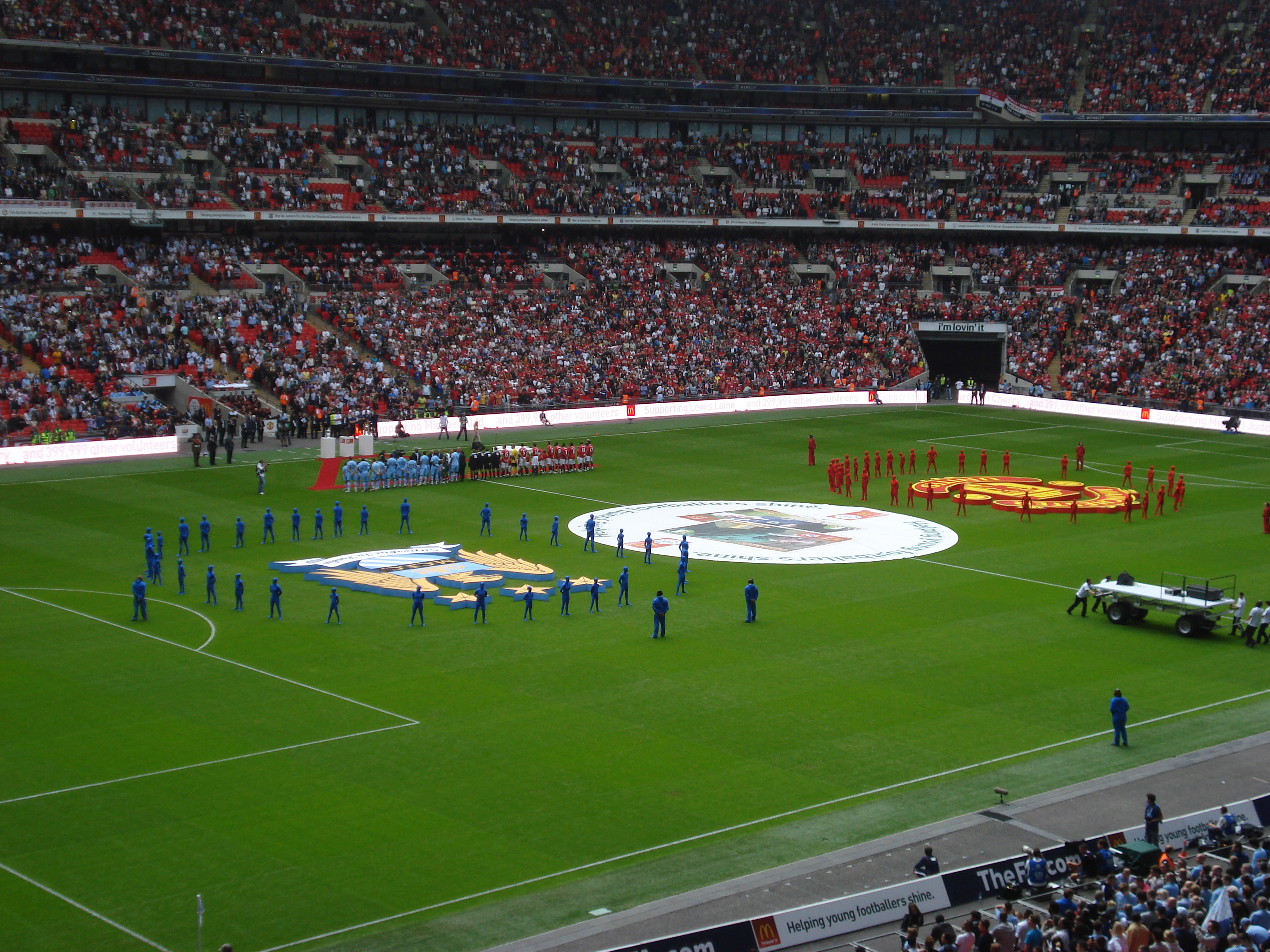
Un derby di Manchester nella FA Community Shield 2011

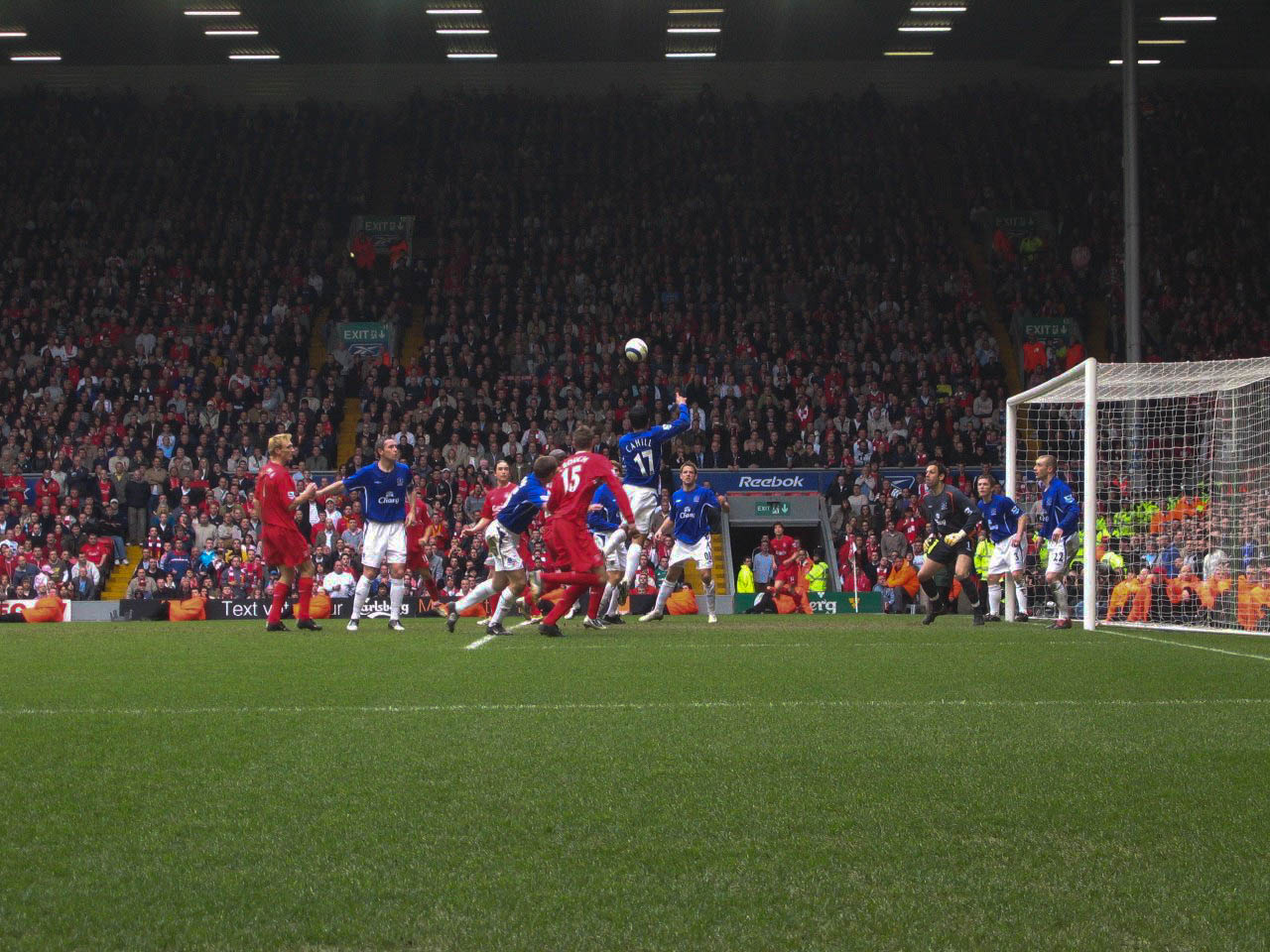
Il derby del Merseyside a Liverpool è un'altra grande rivalità del calcio inglese settentrionale

- A62 derby: Huddersfield Town-Oldham Athletic[132][133]
- A627 derby: Oldham Athletic-Rochdale[133]
- Accrington-Morecambe: Accrington Stanley-Morecambe[134][135]
- Altrincham-Macclesfield: Altrincham-Macclesfield Town[136][137]
- Derby di Ashton: Ashton United-Curzon Ashton[138]
- Derby di Billingham: Billingham Synthonia-Billingham Town[139]
- Blackburn-Preston: Blackburn Rovers-Preston North End[140][141]
- Bolton-Oldham: Bolton Wanderers-Oldham Athletic[142][143][144]
- Bolton-Tranmere: Bolton Wanderers-Tranmere Rovers[145][146]
- Bolton–Wigan: Bolton Wanderers-Wigan Athletic[147]
- Burnley-Preston-: Burnley-Preston North End[148][149]
- Derby del Cheshire: si riferisce a qualsiasi match tra Chester, Crewe Alexandra, Macclesfield Town o Northwich Victoria[150][151]
- Chester-Tranmere: Chester-Tranmere Rovers[152][153]
- Doncaster-Rotherham: Doncaster Rovers-Rotherham United[154][155]
- East Lancashire derby: Burnley-Blackburn Rovers[156]
- Fleetwood-Morecambe: Fleetwood Town-Morecambe[157][158]
- Fleetwood-Southport: Fleetwood Town-Southport[159]
- Fylde Coast derby: Blackpool-Fleetwood Town[160]
- Derby dell'Humber: si riferisce a qualsiasi match tra Grimsby Town, Hull City e Scunthorpe United[161]
- Derby Liverpool-Manchester
  - Liverpool F.C.-Manchester City F.C.: Liverpool-Manchester City
  - Liverpool F.C.-Manchester United F.C.: Liverpool-Manchester United
  - Everton F.C.-Manchester United F.C.: Everton-Manchester United
- Liverpool-Leeds United: Liverpool-Leeds United
- Derby di Manchester: Manchester City-Manchester United[162]
- Derby del Merseyside: Everton-Liverpool,[163] include anche ogni combinazione di partite con Tranmere Rovers o Southport[164]
- Derby di Northwich: Partite tra 1874 Northwich, Northwich Victoria[165][166][167] e Witton Albion[168]
- Oldham-Stockport: Oldham Athletic-Stockport County[169][170]
- Rules derby: Hallam -Sheffield; il derby più antico del calcio[171]
- Steel City derby: Sheffield United-Sheffield Wednesday[172]
- Derby del Tameside: Hyde United-Stalybridge Celtic[173][174]
- Tees-Wear derby: Middlesbrough-Sunderland
- Tyne-Tees derby: Newcastle United-Middlesbrough
- Tyne-Wear derby: Newcastle United-Sunderland[175]
- Guerra delle Rose: Leeds United-Manchester United[176][177]
- West Lancashire derby: Blackpool-Preston North End
- West Yorkshire derby: si riferisce a qualsiasi match tra Bradford City, Huddersfield Town e Leeds United[178]
- Wool City derby: Bradford City-Bradford Park Avenue[179]

### Inghilterra meridionale e Galles meridionale

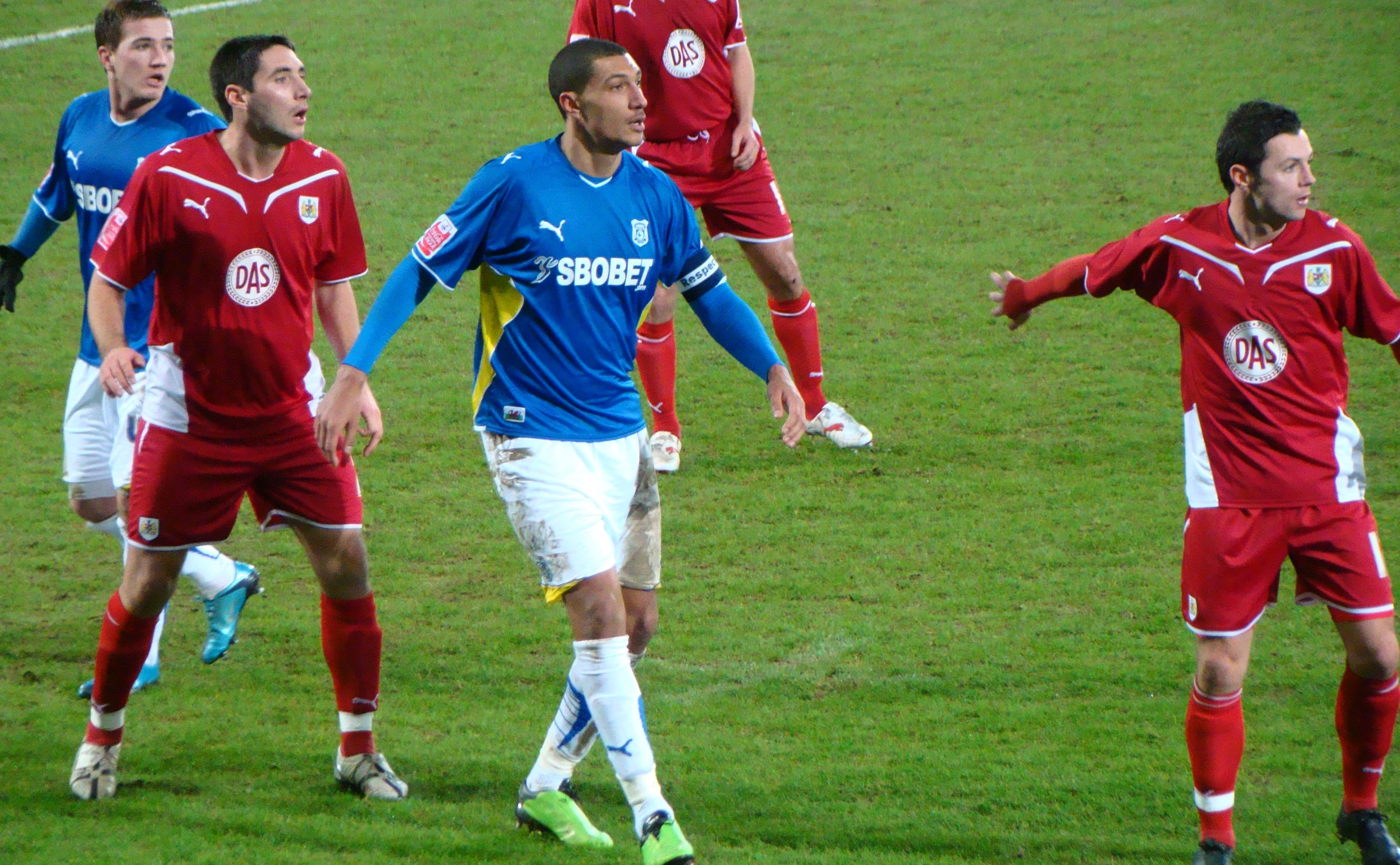
Il derby del Severnside attraversa Inghilterra e Galles

- A4 derby: Bath City-Chippenham Town[180]
- A27 derby: Bognor Regis Town-Whitehawk[133]
- A259 derby: Peacehaven & Telscombe-Newhaven[133]
- Aldershot–Woking: Aldershot Town-Woking[181]
- Derby di Bristol: Bristol City-Bristol Rovers[182]
- Cathedral City derby: Salisbury-Winchester City[183][184]
- Derby di Devon: Partite tra Exeter City, Plymouth Argyle o Torquay United[185][186][187]
- Dockyard derby: Plymouth Argyle-Portsmouth[188][189][190][191][192][193]
- Derby del Dorset: Partite tra Dorchester Town, Poole Town, Weymouth e Wimborne Town[194][195]
- Derby di Eastbourne: Partite giocate tra Eastbourne Borough, Eastbourne Town, Eastbourne United e Langney Wanderers[196]
- Derby dell'East Sussex: Eastbourne Borough-Lewes[197]
- Derby del Gloucestershire: Partite giocate tra Cheltenham Town, Forest Green Rovers e Gloucester City[198][199][200]
- Derby del Kent: Gillingham-Maidstone United;[201][202][203]
- Derby del Mid Hampshire: Totton-Winchester City,[204][205]
- New Forest derby: Bournemouth-Southampton[206]
- Derby di North Devon: Barnstaple Town-Bideford F.C.[207]
- Derby di Rushmoor: Aldershot Town-Farnborough[208][209]
- Seaside derby: Bognor Regis Town-Worthing[210][211]
- South Coast Derby: Portsmouth-Southampton
- Derby del South Hampshire: Gosport Borough-Havant & Waterlooville[212]
- Derby delle South Midlands: Gloucester City-Worcester City[213]
- Derby di Thanet: Margate-Ramsgate[214][215]
- Derby di Walton: Walton Casuals-Walton & Hersham[216][217][218]
- West Country derby: può riferirsi a qualsiasi match tra Bristol City, Bristol Rovers, Cheltenham Town, Exeter City, Forest Green Rovers, Plymouth Argyle, Swindon Town, Torquay United e Yeovil Town[219][220][221][222]
- Derby del Severnside: si riferisce soprattutto a Bristol City-Cardiff City ma può riferirsi anche a Bristol Rovers o Newport County[223][224]
- Derby del Galles meridionale: Cardiff City-Swansea City[225]
- Secondo derby del Galles meridionale: Cardiff City-Newport County

### Campionati gallesi
- Derby di Anglesey: Llanfairpwll-Llangefni Town[226]
- Derby di Gwynedd: può riferirsi a qualsiasi match tra Bala Town, Bangor City,[227][228] Caernarfon Town[229] o Porthmadog[230][231]
- Derby del Flinshire: Connah's Quay Nomads-Flint Town United
- Derby dell'A40: Haverfordwest County AFC-Carmarthen Town AFC
- El Clasico della Welsh League: Connah's Quay Nomads-The New Saints

### Derby interregionali
- A13 derby: Leyton Orient- Southend United[232][233]
- A61 derby: Chesterfield-Sheffield United/Sheffield Wednesday
- A500 derby: Crewe Alexandra-Port Vale[234]
- Aldershot-Reading: Aldershot Town-Reading[235][236]
- Cardiff City–Leeds United: Cardiff City-Leeds United[237]
- Chelsea–Leeds: Chelsea-Leeds United
- Cambridge–Colchester: Cambridge United-Colchester United[238]
- Crewe-Walsall: Crewe Alexandra-Walsall[239]
- Cross-border derby: Chester-Wrexham[240]
- Dons derby: AFC Wimbledon-Milton Keynes Dons[241]
- Gillingham–Southend: Gillingham-Southend United[242][243]
- Derby Londra-Liverpool
  - Chelsea–Liverpool: Chelsea-Liverpool[244][245][246][247]
  - Everton–Millwall: Everton F.C.-Millwall F.C.[248][249][250]
- Derby Londra-Manchester
  - Arsenal–Manchester United: Arsenal-Manchester United
  - Chelsea–Manchester United: Chelsea-Manchester United[251]
- Leeds United–Millwall: Leeds United-Millwall[252]
- M23 derby: Brighton & Hove Albion-Crystal Palace[253]
- Shrewsbury-Wrexham: Shrewsbury Town-Wrexham[254]
- Tranmere-Wrexham: Tranmere Rovers-Wrexham[255][256]

### Derby scomparsi
- A49 derby: Hereford United-Shrewsbury Town[257]
- Aldershot-Reading-: Aldershot-Reading[235][236]
- Bolton-Bury-: Bolton Wanderers-Bury[258][259]
- Bury–Oldham-: Bury-Oldham Athletic[260][261][262]
- Cross-border derby: Chester City-Wrexham
- Crystal Palace-Wimbledon: Crystal Palace-Wimbledon[263][264]
- M66 derby: Bury-Rochdale[133][265]
- Derby di Dorking: Dorking-Dorking Wanderers[266][267]
- Derby di Ossett: Ossett Albion-Ossett Town[268]
- Derby dello Shropshire: Shrewsbury Town-Telford United[116][117]
- Derby del North Yorkshire: Scarborough F.C.-York City[269]
- Derby di Teesside: Darlington-Hartlepool United[270][271]
- West Yorkshire derby: Huddersfield Town o Leeds United[178], e quei derby che includevano l'ormai defunto club Halifax Town contro Bradford City
- Derby di Wirral: New Brighton-Tranmere Rovers[272]

## Irlanda del Nord
- Derby di Belfast:
  - Big Two derby: Linfield-Glentoran
  - North Belfast derby: Crusaders-Cliftonville
  - Linfield-Cliftonville[273]
  - Donegal Celtic-Linfield[274]
  - Glentoran -Crusaders[275]/Cliftonville[276]
- Mid-Ulster derby: Glenavon-Portadown[277]
- A26 derby: Ballymena United-Coleraine[278][279]
- North Down derby: Ards-Bangor F.C.[280]
- East Antrim derby: Carrick Rangers vs Larne[281] vs Ballyclare Comrades[282][283]
- Derby di Lurgan: Glenavon-Lurgan Celtic[284]
- North-West derby: Coleraine vs Limavady United[285] vs. Institute[286]
- Derby di Mourne: Newry City-Warrenpoint Town[287][288]

## Scozia

### Derby di Lega
- Alloa-Falkirk: Alloa Athletic-Falkirk[289]
- Alloa-Stirling: Alloa Athletic-Stirling Albion[290]
- Derby dell'Angus: Arbroath-Montrose[291][292] - può includere anche Brechin City e Forfar Athletic[293][294][295][296]
- Derby dell'Ayrshire: Ayr United-Kilmarnock
- Derby di Buchan: Fraserburgh-Peterhead[297][298]
- Derby del Dunbartonshire: Dumbarton-Clydebank[299][300]
- Derby di Dundee: Dundee-Dundee United
- Derby di Edimburgo: Heart of Midlothian-Hibernian - giocato per la prima volta nel natale 1875[301]
- Derby di Falkirk: East Stirlingshire-Falkirk[302][303][304]
- Derby del distretto di Falkirk: East Stirlingshire-Stenhousemuir[305][306][307]
- Derby del Fife: ogni partita tra Dunfermline Athletic, Raith Rovers, Cowdenbeath ed East Fife[308]
- Derby di Glasgow: Clyde-Partick Thistle - può includere anche Queens Park e sia Celtic che Rangers[309][310]
- Derby delle Highlands: Inverness Caledonian Thistle-Ross County[311] - può riferirsi anche ad Elgin City-Peterhead[312] o a Brora Rangers-Wick Academy[313]
- Derby di Kincardine: Dunfermline Athletic-Falkirk[314][315]
- Derby del Lanarkshire: Ogni partita tra Motherwell, Hamilton Academical ed Airdrieonians
- Derby delle Monklands: Airdrieonians-Albion Rovers
- New Firm: Aberdeen-Dundee United
- Derby del Nord: Aberdeen-Inverness Caledonian Thistle - può riferirsi anche ad Elgin City-Peterhead[316]
- Old Firm: Celtic-Rangers
- Original Glasgow derby: Queens Park-Rangers[317][318]
- Secondo derby di Edimburgo: Edinburgh City-Spartans[319][320][321]
- Derby del Renfrewshire: Greenock Morton-St Mirren[322][323]
- Derby del Tayside: Dundee/Dundee United-St Johnstone[324][325]
- Derby del Sudovest: Queen of the South-Stranraer - può includere anche Ayr United o Kilmarnock[326][327][328]

### Derby scomparsi
- Derby d'Inverness: Caledonian F.C.-Inverness Thistle F.C.[329]